# Armide (Gluck)
Az Armide Christoph Willibald Gluck 1777. szeptember 23-án, Párizsban bemutatott ötfelvonásos operája. Glucknak ez az operája bizonyult a legkevésbé hűségesnek a Lully-féle operakoncepcióhoz.

## Az opera története
Gluck Piccinni Roland című operájának ellendarabjaként írta meg az Armidát. A két opera több szálon is kapcsolódik egymáshoz. Mindkét darab szövegkönyvét Philippe Quinault készítette. A szövegkönyvíró mindkét librettó esetében egy, a korban közkedvelt és számtalanszor feldolgozott témához nyúlt: a Roland Ariosto Őrjöngő Rolandjának, az Armide Tasso A megszabadított Jeruzsálem című eposzának egy epizódját dolgozza fel. De amíg Gluck az eredeti, Lully által is megzenésített szöveget dolgozta fel, addig Piccinni az eredeti szöveg XVIII. századi átiratát használta. Ez a költői átirat erősen lerövidítette az eredeti szövegkönyvet, az ötfelvonásos cselekményt három felvonássá redukálva. Gluck megtartotta az ötfelvonásos beosztást, ezzel is a jelezve a két darab szembenállását és talán így akarta hangsúlyozni: ő a lehetőségekhez képest hű maradt az eredeti Lully-féle tragédie lyrique koncepcióhoz. Az Armide több hónapos próbasorozat után került bemutatásra és minden várakozást meghazudtolva ez a darab lett Gluck legformabontóbb párizsi operája.

## Az opera szereplői
| Szereplő                                      | Hangfekvés |
| --------------------------------------------- | ---------- |
| Armide, varázslónő                            | szoprán    |
| Phenice, Armide barátnője                     | szoprán    |
| Sidonie, Armide barátnője                     | szoprán    |
| Gyűlölet                                      | alt        |
| Rinaldo, keresztes lovag                      | tenor      |
| Artemidor, keresztes lovag                    | tenor      |
| Dán lovag                                     | tenor      |
| Hidraot, Damaszkusz királya, Armide nagybátya | bariton    |
| Ubaldo, frank lovag                           | bariton    |
| Aront, damaszkuszi vezér                      | basszus    |

- Történik: Damaszkuszban 1099 körül

## Az opera cselekménye

### I. felvonás
Armide barátnőinek, Phenice-nek és Sidonie-nak panaszkodik arról, hogy Bouillon Gottfried hadának leghősiesebb vitéze, Rinaldo érzéketlen a nők iránt. Ezután Hidraot király biztatja szép unokahúgát, hogy válasszon magához illő férjet. Armide kijelenti: kezét az nyeri el, aki legyőzi a gőgös lovagot, Rinaldót. Ünnepi ének és tánc kerekedik, ezt szakítja félbe Aront vezér érkezése, aki Rinaldo újabb hőstetteiről hozott hírt. A vezér kereszteslovag foglyokat szállított bilincsbe verve, de Rinaldo rátört, és visszaadta a lovagok szabadságát. Csatára hívó hangok zárják a felvonást.

### II. felvonás
Rinaldo és Artemidor egy erdőn vág keresztül. A kiszabadított lovagtól tudja meg Rinaldo: Gottfried neheztel rá. Ez azonban nem zavarja a hőst abban, hogy ne egyedül vesse magát kalandok után. Alighogy álomra hajtja a fejét az erdő varázskertté változik át, és Armide lép színre. A varázslónő elhatározta, hogy maga fog végezni Rinaldóval, akit senki sem tudott legyőzni nagybátya katonái közül. De amint az elkábított lovag fölé hajol annyira megidézi annak szépsége, hogy képtelen lesz lesújtani. A Gyűlöletet hívja segítségül, aki démoni alakjában meg is jelenik, de ő sem tudja legyőzni a nő felébredt szerelmét. Az engesztelhetetlen gyűlölet szenvedélyes szerelemmé változott már benne.

### III. felvonás
Armide kétségbeesetten küzd érzelmei ellen. A fúriáknak megparancsolja, hogy tépjék ki Rinaldo képét a szívéből, de minden próbálkozás hasztalan. Szereti a férfiút, és ezen már semmi sem tud változtatni. A szerelmet nem képes legyőzni varázserejével.

### IV. felvonás
Armide elhatározta, hogy varázserejével szerelemre lobbantja Rinaldót. Terve sikerrel is jár, de Ubaldót és a dán lovagot hamarosan az eltűnt Rinaldo keresésére küldik. Armide elvarázsolja az erdőt, de Ubaldo megszentelt jogarával könnyen megtöri a bűvöletet. A varázslónő ekkor a két lovag szerelmét idézi fel, de minden hiába: Ubaldo kiállja a próbát.

### V. felvonás
Armide és Rinaldo szerelmi jelenetével indul a felvonás. Armidét kétségek gyötrik: mesepalotájukban mérhetetlenül boldogok, de ez a boldogság biztosan nem tart sokáig. Balsejtelme hamarosan be is igazolódik: alig hagyja magára szerelmét, a sok viszontagságot kiállt Ubaldo és társa már is rá találnak. Egy fényes pajzsot tartanak Rinaldo elé, ennek hatására megtörik a varázs. Armide az utolsó pillanatban lép ismét színre, de ekkor már minden hiába. Rinaldo odavetett szavakkal vesz búcsút tőle, a szerelmes asszony megismerte a boldogságot, ami most egy pillanat alatt elszállt. Szólni sem tud a fájdalomtól, majd őrjöngő dühében átkot mond a világra és a saját magára is. Megsemmisíti varázskertjét, és démonaival leromboltatja palotájukat. A palota romjai alatt leheli ki a lelkét.

## Az opera zenéje
A zeneszerzőt a szerelem vonzotta a témában, jól lehet ezt, a XVIII. század mesterkélt modorában ábrázolja. A zene alaptónusa az érzéki gazdagság: a nagy, éles hangú hangszerekkel szemben Gluck az oboát, a fuvolát, a vadászkürtöt és a hegedűket részesíti előnyben. A mestert nemigen izgatták a történetben megjelenő pokoli hatalmak. A címszereplővel kapcsolatban sem az a fontos, hogy varázslónő, hanem hogy a szerelem, amit eddig ő ébresztett másokban, most az ő lelkében ébredt fel. A zenekar lágy, folyton változó hangszínekkel festi alá a hősnő érzelmeit, aki a szerző legelevenebbül megrajzolt női arcképe.
A második felvonásban találjuk a legsikerültebb jeleneteket: Rinaldo érkezését az elvarázsolt erdőbe, a nagy női kórus- és táncjeleneteket, amelyek ár Wagnerre mutatnak előre. A harmadik felvonásban Armide jelenetei az igazán egyediek és jól megoldottak, az alvilági fúriák szólítása, a démon ária, a szellemek kara és a fúriák tánca sablonos, ám kétségkívül látványos részek. A negyedik felvonás zenei anyaga elhanyagolható, semmi újat nem képes felmutatni. Az ötödik felvonás aztán sikeresen növeszti valódi tragédiává a két szerelmes elválását. A zenei kiválóan festi alá a szereplők lélektani vívódásait.
Az avatottabb hallgató számára rögtön feltűnik, hogy az Armidában Gluck mennyit merít korábbi műveiből és más szerzők darabjaiból is. Rinaldo álma Händel dallamait idézi fel, a nagy gyűlölet jelenetben pedig visszacsengenek Gluck korábbi operáinak dallamfoszlányai (Artemene, Don Juan, Telemakhosz). Sok zenetörténész gondolja úgy, hogy Gluck előző műveit egyfajta műhelytanulmánynak használta fel az Armidához. A zene másik fő jellegzetessége a sokféle stílusréteg keverése. Az olasz opera seria és a francia operák énekbeszéde mellett egyes jelenetekben felismerhető a német Lied hatása, de az angol song is jelen van a zenei anyagban.
Érdekes, hogy annak ellenére, hogy Gluck egy ódon, patinás szövegkönyvvel visszanyúlt a francia opera heroikus tradícióihoz, mégis egy merőben más esztétikai színvonalat képviselő zenét alkotott. A német mester esetében a hős emberi hangon szólal meg, nincs benne semmi hősiesen felsőbbrendű, a balett betétek pedig a cselekmény szerves részét képezik, fontos drámai elemek, a kardalok pedig előrevetítik a forradalmi indulók lelkesedését. Nem véletlenül lett a francia forradalom alatt az opera számos részletéből forradalmi ének. Az opera zárójelenete a Don Juan záróképének modellje. A szerző sokat örökölt Händeltől és Cavallitól

## Diszkográfia
- Felicity Palmer (Armide), Anthony Rolfe Johnson (Renaud), Stephen Roberts (Ubalde), Keith Lewis (A dán lovag) stb; The Richard Hickox Singers, City of London Sinfonia, vez. Richard Hickox (1982) EMI 6 40728 2